# Antônio Ibiapina
Antônio Ibiapina (Sobral, Ceará, 31 de maio de 1904 – Rio de Janeiro, 30 de junho de 1964) foi um médico brasileiro.
Foi eleito membro da Academia Nacional de Medicina em 1956, ocupando a Cadeira 55, que tem José Octávio de Freitas como patrono.